# Willy Lucas

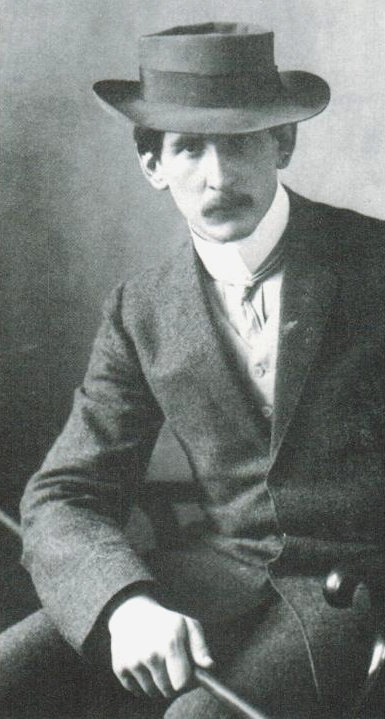
Willy Lucas (1907)

Wilhelm „Willy“ Lucas (* 20. Februar 1884 in Driburg; † 18. April 1918 in Garmisch) war ein deutscher Maler.

## Kindheit und Ausbildung
Willy Lucas wurde als Wilhelm Lucas am 20. Februar 1884 in Bad Driburg geboren. Seine Vorfahren arbeiteten als Glasmaler und Steinmetz am Kölner Dom; sein Vater war Bauunternehmer und Architekt. Lucas verbrachte seine Kindheit und Jugend in Paderborn und besuchte die Baugewerkschule in Holzminden, später arbeitete er als Zimmermanns-Gehilfe im Betrieb seines Vaters.  Im November 1904 begann er ein Studium an der Düsseldorfer Kunstakademie. Allerdings brach er schon 1906 das Studium ab und begann, als freier Künstler mit eigenem Atelier zu arbeiten. Von 1906 bis 1908 war er Mitglied des Künstlervereins Malkasten.

## Reisen
Lucas reiste fortan durch Europa um ansprechende Motive zu finden. Von 1912 bis 1914 besuchte er mit seiner Frau Frankreich, Holland, Italien und Schweden. In Italien bereiste er den Norden von Adria bis zur Riviera. Da seine Frau die Tochter eines wohlhabenden Kölners Unternehmers war, lebten sie finanziell unabhängig. Seine Reisen finanzierte er mit dem Verkauf seiner Bilder. Zu Beginn des Ersten Weltkriegs musste er Frankreich jedoch wieder verlassen und er kehrte nach Düsseldorf zurück. Während seiner Zeit in Frankreich wurde er stark vom Impressionismus sowie dem Künstler Claude Monet geprägt. Daher hellte sich ab 1914 das Kolorit in seinen Werken auf. In den folgenden Jahren spielten Farben und Licht in seinen Werken eine immer größere Rolle.

## Letzte Jahre
Im Jahr 1917 zog er von Paderborn nach Garmisch-Partenkirchen, um sich von einer Lungenkrankheit zu erholen. Schon in den Jahren davor hatte er mit seiner Gesundheit zu kämpfen. Im Frühjahr 1918 starb Willy Lucas an Tuberkulose in Garmisch.

## Werke
Zu den Werken Lucas’ zählen über 600 Gemälde und Skizzen, die in aller Welt verstreut sind. Zuerst malte er vorrangig Landschaften aus der Nähe von Paderborn und dem Niederrhein. Später kamen verschiedene Stadtansichten aus Paris, Stuttgart, Wiesbaden und Heidelberg hinzu. Auch Bildnisse schuf er. Ab 1907 waren seine Werke auf wichtigen Ausstellungen in Düsseldorf sowie in Berlin vertreten. 1908 stellte er zusammen mit Walter Ophey in Köln aus, 1909 mit Richard Kaiser in Bielefeld und 1912 mit Helmuth Liesegang in Paderborn. Die größte Sammlung haben die Städtischen Sammlungen in Paderborn, die über 50 Gemälde und ebenso viele Zeichnungen besitzen.

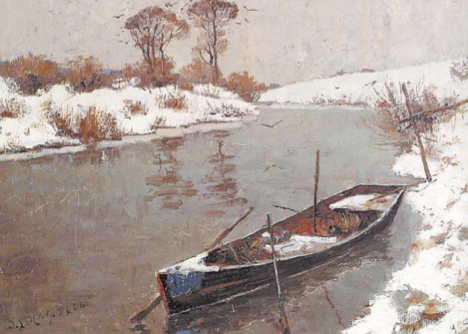
Niederrheinische Winterlandschaft mit Boot (1906)
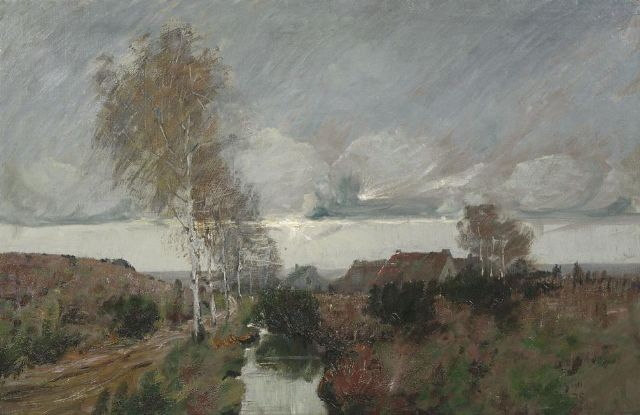
Moorlandschaft mit Birken an einem Wasserlauf und Bauernhäusern (1911)
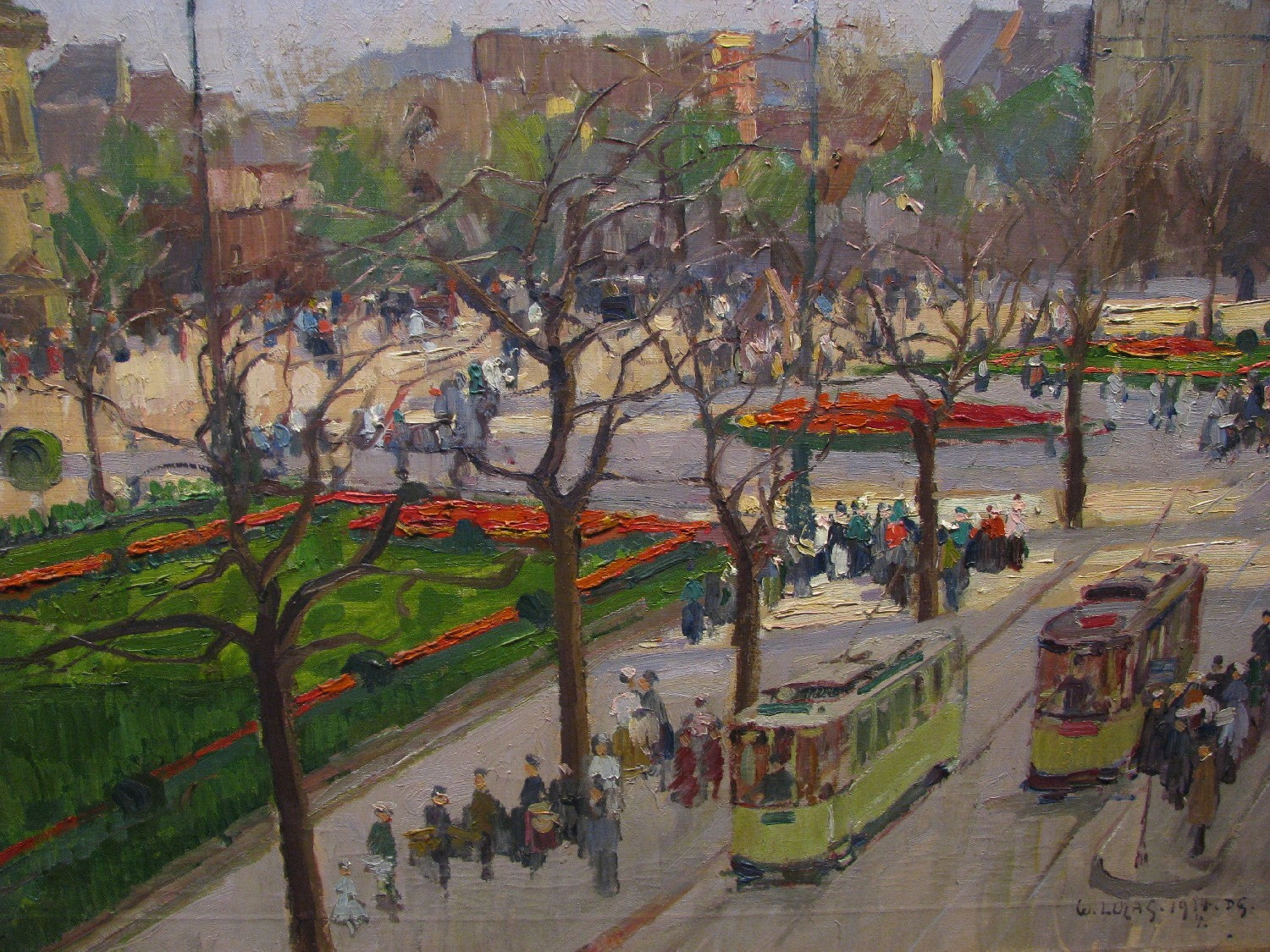
Wilhelmsplatz in Düsseldorf (1914)
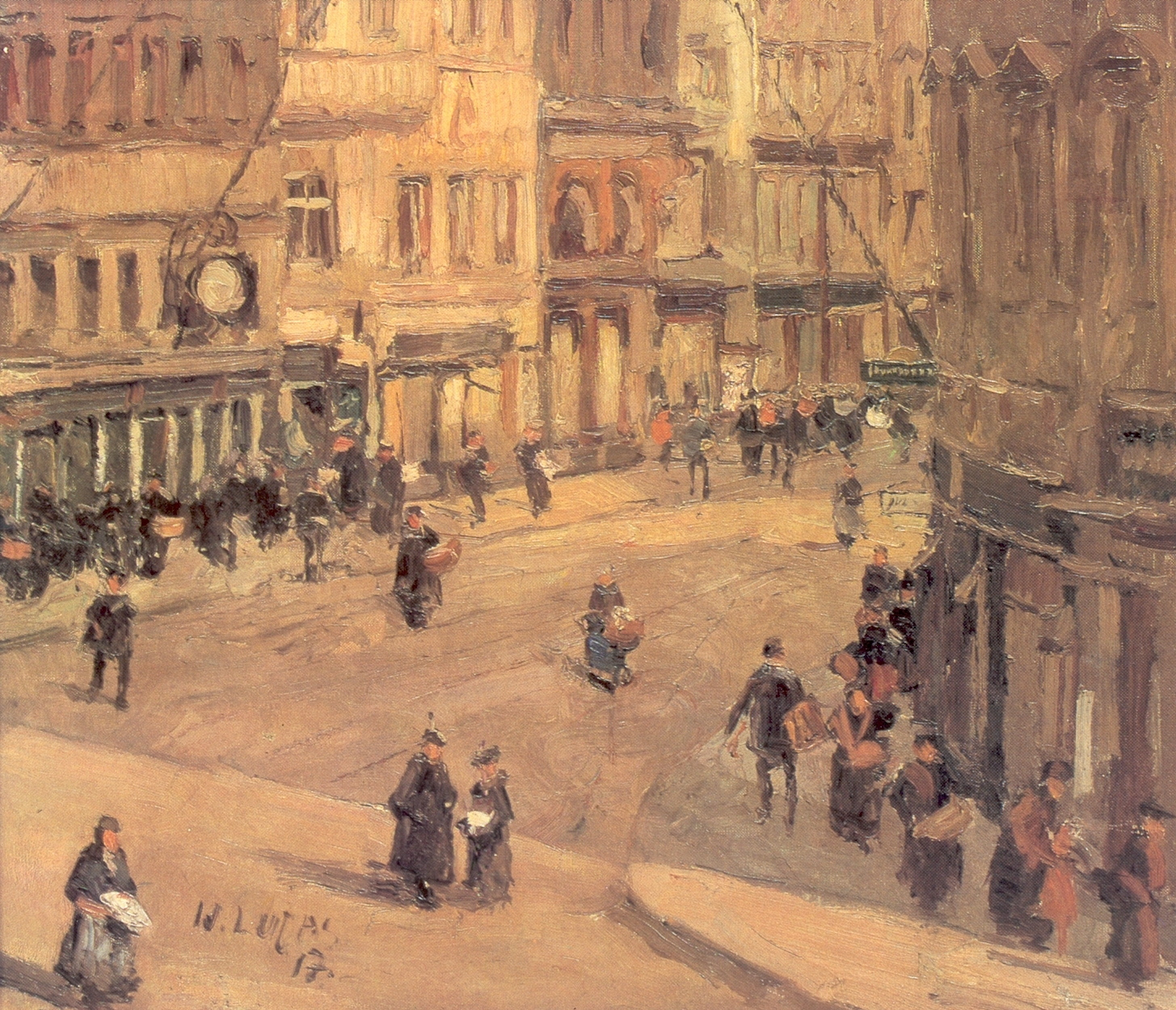
Holstenstraße in Kiel (1917)

## Ausstellungen
- 2009: Galerie Reithalle, Schloß Neuhaus
- 2018: Galerie Reithalle, Schloß Neuhaus[13]